# ۱۹۲ (میلادی)
۱۹۲ (میلادی) صد و نود و دومین سال تقویم میلادی است.

## زادگان
- گوردیان دوم - امپراتور روم (م. ۲۳۸)

## درگذشتگان
- ۳۱ دسامبر - کومودوس، امپراتور روم (ت. ۱۶۱)

‎